# Akrobatické lyžování na Zimních olympijských hrách 2014
Závody v akrobatickém lyžování na Zimních olympijských hrách 2014 probíhaly od 6. do 21. února 2014 v lyžařském středisku Parku extrémních sportů Roza Chutor nedaleko Krasné Poljany.

## Přehled
Na Zimních olympijských hrách 2014 v Soči bylo na programu celkem 10 finálových závodů. Muži a ženy absolvovali závody v akrobatických skocích (aerials), jízdu v boulích (moguly), skikros, závody na U rampě a slopestyle.

## Program
Program podle oficiálních stránek.
| Den    | Datum          | Zahájení (UTC+4) | Zahájení (SEČ) | Závod                               |
| ------ | -------------- | ---------------- | -------------- | ----------------------------------- |
| –      | 6. února 2014  | 18:00            | 15:00          | jízda v boulích ženy, kvalifikace   |
| den 2  | 8. února 2014  | 18:00            | 15:00          | jízda v boulích ženy, kvalifikace 2 |
| den 2  | 8. února 2014  | 22:00            | 19:00          | jízda v boulích ženy                |
| den 4  | 10. února 2014 | 18:00            | 15:00          | jízda v boulích muži, kvalifikace   |
| den 4  | 10. února 2014 | 22:00            | 19:00          | jízda v boulích muži                |
| den 5  | 11. února 2014 | 10:00            | 7:00           | slopestyle ženy, kvalifikace        |
| den 5  | 11. února 2014 | 13:00            | 10:00          | slopestyle ženy                     |
| den 7  | 13. února 2014 | 10:15            | 7:15           | slopestyle muži, kvalifikace        |
| den 7  | 13. února 2014 | 13:30            | 10:30          | slopestyle muži                     |
| den 8  | 14. února 2014 | 17:45            | 14:45          | akrobatické skoky ženy, kvalifikace |
| den 8  | 14. února 2014 | 21:30            | 18:30          | akrobatické skoky ženy              |
| den 11 | 17. února 2014 | 17:45            | 14:45          | akrobatické skoky muži, kvalifikace |
| den 11 | 17. února 2014 | 21:30            | 18:30          | akrobatické skoky muži              |
| den 12 | 18. února 2014 | 17:45            | 14:45          | U rampa muži, kvalifikace           |
| den 12 | 18. února 2014 | 21:30            | 18:30          | U rampa muži                        |
| den 14 | 20. února 2014 | 11:45            | 8:45           | skikros muži, kvalifikace           |
| den 14 | 20. února 2014 | 13:30            | 10:30          | skikros muži                        |
| den 14 | 20. února 2014 | 18:30            | 15:30          | U rampa ženy, kvalifikace           |
| den 14 | 20. února 2014 | 21:30            | 18:30          | U rampa ženy                        |
| den 15 | 21. února 2014 | 11:45            | 8:45           | skikros ženy, kvalifikace           |
| den 15 | 21. února 2014 | 13:30            | 10:30          | skikros ženy                        |

## Medailové pořadí zemí
| Pořadí | Země                         | Zlato | Stříbro | Bronz | Celkově |
| ------ | ---------------------------- | ----- | ------- | ----- | ------- |
| 1.     | Kanada (CAN)                 | 4     | 4       | 1     | 9       |
| 2.     | Spojené státy americké (USA) | 3     | 2       | 2     | 7       |
| 3.     | Bělorusko (BLR)              | 2     | 0       | 0     | 2       |
| 4.     | Francie (FRA)                | 1     | 2       | 2     | 5       |
| 5.     | Austrálie (AUS)              | 0     | 1       | 1     | 2       |
| 5.     | Čína (CHN)                   | 0     | 1       | 1     | 2       |
| 7.     | Japonsko (JPN)               | 0     | 0       | 1     | 1       |
| 7.     | Rusko (RUS)                  | 0     | 0       | 1     | 1       |
| 7.     | Švédsko (SWE)                | 0     | 0       | 1     | 1       |
|        | Celkem                       | 10    | 10      | 10    | 30      |

## Medailisté

### Muži
| Disciplína        | Zlato                                           | Výkon                                 | Stříbro                                      | Výkon                            | Bronz                                       | Výkon                          |
| ----------------- | ----------------------------------------------- | ------------------------------------- | -------------------------------------------- | -------------------------------- | ------------------------------------------- | ------------------------------ |
| akrobatické skoky | Anton Kušnir · Bělorusko (BLR)                  | 134,50                                | David Morris · Austrálie (AUS)               | 110,41                           | Ťia Cung-jang · Čína (CHN)                  | 95,06                          |
| jízda v boulích   | Alexandre Bilodeau · Kanada (CAN)               | 26,31                                 | Mikaël Kingsbury · Kanada (CAN)              | 24,71                            | Alexandr Smyšljajev · Rusko (RUS)           | 24,34                          |
| skikros           | Jean-Frédéric Chapuis · Francie (FRA)           | Jean-Frédéric Chapuis · Francie (FRA) | Arnaud Bovolenta · Francie (FRA)             | Arnaud Bovolenta · Francie (FRA) | Jonathan Midol · Francie (FRA)              | Jonathan Midol · Francie (FRA) |
| slopestyle        | Joss Christensen · Spojené státy americké (USA) | 95,80                                 | Gus Kenworthy · Spojené státy americké (USA) | 93,60                            | Nick Goepper · Spojené státy americké (USA) | 92,40                          |
| U-rampa           | David Wise · Spojené státy americké (USA)       | 92,00                                 | Mike Riddle · Kanada (CAN)                   | 90,60                            | Kevin Rolland · Francie (FRA)               | 88,60                          |

### Ženy
| Disciplína        | Zlato                                           | Výkon                                | Stříbro                                       | Výkon                          | Bronz                                            | Výkon                            |
| ----------------- | ----------------------------------------------- | ------------------------------------ | --------------------------------------------- | ------------------------------ | ------------------------------------------------ | -------------------------------- |
| akrobatické skoky | Alla Cuperová · Bělorusko (BLR)                 | 98,01                                | Sü Meng-tchao · Čína (CHN)                    | 83,50                          | Lydia Lassilaová · Austrálie (AUS)               | 72,12                            |
| jízda v boulích   | Justine Dufourová-Lapointeová · Kanada (CAN )   | 22,44                                | Chloé Dufourová-Lapointeová · Kanada (CAN)    | 21,66                          | Hannah Kearneyová · Spojené státy americké (USA) | 21,49                            |
| skikros           | Marielle Thompsonová · Kanada (CAN )            | Marielle Thompsonová · Kanada (CAN ) | Kelsey Serwaová · Kanada (CAN)                | Kelsey Serwaová · Kanada (CAN) | Anna Holmlundová · Švédsko (SWE)                 | Anna Holmlundová · Švédsko (SWE) |
| slopestyle        | Dara Howellová · Kanada (CAN )                  | 94,20                                | Devin Loganová · Spojené státy americké (USA) | 85,40                          | Kim Lamarreová · Kanada (CAN)                    | 85,00                            |
| U-rampa           | Maddie Bowmanová · Spojené státy americké (USA) | 89,00                                | Marie Martinodová · Francie (FRA)             | 85,40                          | Ajana Onozukaová · Japonsko (JPN)                | 83,20                            |

## Kvalifikace
Na Zimních olympijských hrách 2014 byla stanovena kvóta 282 startujících závodníků. Každý národní olympijský výbor mohl reprezentovat maximálně 26 závodníků, a to nejvíce 14 mužů nebo 14 žen. Dalším kvalifikačním kritériem bylo umístění do třicátého místa v závodě Světového poháru v akrobatickém lyžování nebo na Mistrovství světa v akrobatickém lyžování.